# Actinoseta hummelincki
Actinoseta hummelincki är en kräftdjursart som beskrevs av Louis S. Kornicker 1981. Actinoseta hummelincki ingår i släktet Actinoseta och familjen Cylindroleberididae. Inga underarter finns listade i Catalogue of Life.